# Raw food
Raw food er mad, som ikke er opvarmet over ca. 42 grader (nogle mener, at grænsen går ved 47 grader). Tanken bag er, at opvarmning ændrer den kemiske sammensætning af maden, og at dette nedsætter den næringsmæssige værdi og/ eller gør maden toksisk (giftig). Jo kraftigere opvarmning, des større ændring af maden. 
Det anføres blandt andet, at enzymer i råvarerne bliver "ødelagt", hvis de opvarmes til mere end 42 °C. "Hele" enzymer kan imidlertid ikke ikke optages i det menneskelige fordøjelsessystem, men skal nedbrydes til mindre bestanddele, hvilket mavesyre og fordøjelsesenzymer under alle omstændigheder gør i maven og tarmsystemet. Tilhængere af raw food risikerer at få alt for lidt livsvigtigt B12- og D-vitamin samt for lidt calcium, jod, selen og jern, ligesom en kost baseret på raw food-idealerne – hvor man blandt andet dropper kød, fisk, brød og mælk – indeholder alt for få vigtige fedtsyrer og proteiner, som er afgørende for vores muskler, hud og immunforsvar. 
Mange rå food-entusiaster er samtidig veganere, mens nogle også spiser rå animalske produkter, f.eks. rå fisk eller rå æggeblommer. En person, som helt eller overvejende lever af raw food, kalder sig typisk raw food-spiser eller raw fooder, en afledning af den amerikanske betegnelse raw foodist. Nogle betegner sig som råveganere. Men der er ikke noget officielt navn for det. Antallet af raw food-spisere i Danmark er ret lavt, men der har tidligere været en meget aktiv raw food-bevægelse i landet, blandt andet anført af lægen Kirstine Nolfi, hvis bøger er oversat til flere sprog. Flere af de nuværende raw food-spisere er inspireret af de amerikanske og engelske raw food-bevægelser og markante figurer som Dawid Wolfe, Frederic Patenaude, Douglas Graham eller Shazzie m.fl. 
Der er forskellige skoler inden for raw food. Nogle advarer mod for meget frugtsukker og lægger vægt på mange grøntsager, evt. suppleret med superfoods, der ofte indebærer kommercielle interesser. Nogle anbefaler en frugtbaseret diæt med lavt fedtindhold og bandlyser brug af ekstra husholdningssalt og stærke krydderier. Andre anbefaler raw food som en tommelfingerregel at bære in mente uden deciderede advarsler tilknyttet.